# St. Peter und Paul (Paulsdorf)

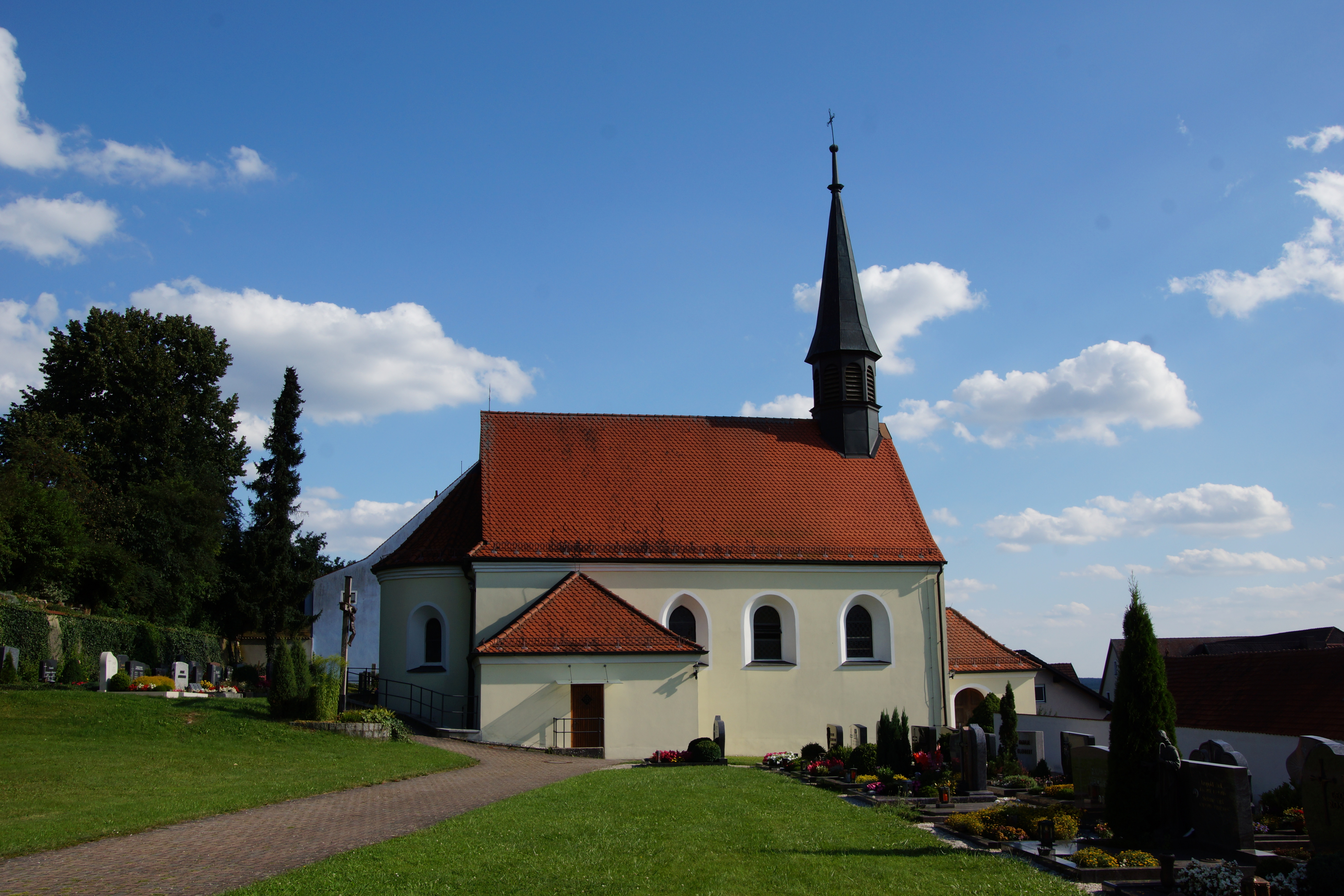
St. Peter und Paul (Paulsdorf)

Die römisch-katholische, denkmalgeschützte Benefiziumkirche St. Peter und Paul steht in Paulsdorf, einem Gemeindeteil der Gemeinde Freudenberg im Landkreis Amberg-Sulzbach der Oberpfalz. Die Kirche gehört zum Bistum Regensburg. Das Bauwerk ist unter der Denkmalnummer D-3-71-122-31 als Baudenkmal in die Bayerische Denkmalliste eingetragen.

## Beschreibung
Die Saalkirche wurde 1650 erbaut, nachdem der Vorgänger abgebrannt war. Sie besteht aus einem Langhaus und einer eingezogenen, halbrund geschlossenen Apsis im Osten. Aus dem Satteldach des Langhauses erhebt sich im Westen ein achteckiger Dachreiter, der den Glockenstuhl beherbergt und der mit einem spitzen Helm bedeckt ist. Der Innenraum des Langhauses ist mit einer Kassettendecke überspannt, der der Apsis mit einem Stichkappengewölbe. Zur Kirchenausstattung gehört ein von je zwei Säulen gerahmter Hochaltar, der von den Statuen des Karl Borromäus und des Johannes Nepomuk flankiert wird.